# 北星学园大学短期大学部
北星学园大学短期大学部（日语：／ Hokusei Gakuen Daigaku Tanki Daigakubu *），简称北星短大（ほくせいたんだい），是一所位于日本北海道札幌市厚别区的私立短期大学。

## 概要

### 简介
- 学校最早可以追溯到1887年[1]。短期大学为于1951年开办[1]、由学校法人北星学园经营、来源于美国的女宣教师萨拉·克拉拉·史密斯[注 1]的新教思想[1]。

### 历史
- 1951年 北星学园女子短期大学成立并同时设置英文科[1]。
- 1954年 家政科成立[1]。
- 1975年 家政科变更为家政学科、英文科变更为英文学科[1]。
- 1989年 家政学科变更为生活教养学科[1]。
- 2002年 改校名为北星学园大学短期大学部[1]、校园迁从中央区到厚别区。开始招収男学生。

### 宪章
- 请参看北星学园大学短期大学部的标志（页面存档备份，存于） （中文） 2013年12月16日阅览。

## 学校环境
- 校区：在北海道札幌市厚别区

## 历任校长
- 田村信一：最后现在短期大学校长[2]

## 组织

### 学科
- 英文学科
- 生活创造学科

### 专科
- 没有

### 业余课程
- 没有

## 知名校友
- 大和和纪：漫画家
- 岩崎まさみ：文化人类学院士、民俗学院士

## 相关链接
- 日本短期大学列表
- 稚内北星学园短期大学：已停办
- 北星学园大学